# Sân bay Gamboma
Sân bay Gamboma (IATA: GMM, ICAO: FCOG) là một sân bay ở Gamboma, tỉnh Plateaux, Cộng hòa Congo.

## Vị trí và cơ sở vật chất
Sân bay nằm cách thị trấn khoảng 5 km về phía bắc, trên độ cao 1509 ft (460 m) so với mực nước biển. Nó có một đường băng cỏ dài 1760 m.